# Riparovenator milnerae
Riparovenator milnerae es la única especie conocida del género extinto Riparovenator ("cazador de la rivera") de dinosaurio terópodo espinosáurido, que vivó a principios del período Cretácico, hace aproximadamente entre 129 y 125 millones de años durante el Barremiense, en lo que es hoy Europa. En 2021, la especie tipo R. milnerae fue nombrada y descrita por un equipo de paleontólogos incluyendo a Chris Barker, Darren Naish y David Hone; entre otros. El nombre específico es en honor de Angela Milner.

## Descubrimiento y Descripción

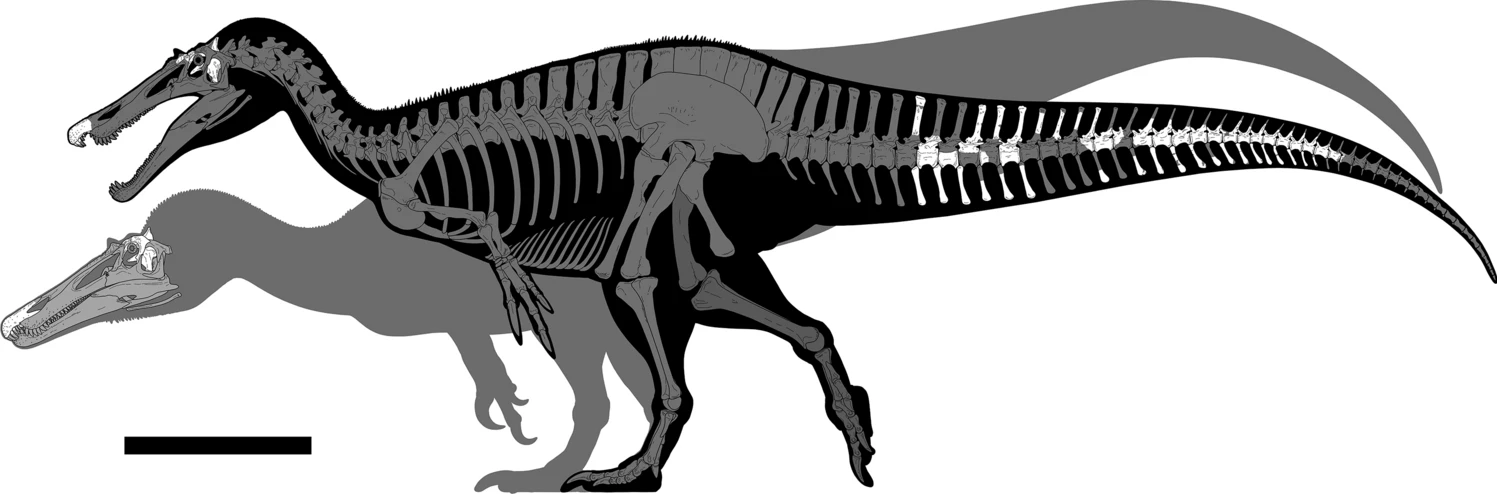
Material conocido de Ceratosuchops (atrás) y Riparovenator (frente)

Los restos del holotipo de este taxón constan de IWCMS 2014.95.6, cuerpos premaxilares, IWCMS 2014.96.1, 2 y 2020.448.1, 2, una cavidad craneal desarticulada y IWCMS 2014.96.3, un lacrimal y prefrontal parciales, todos ellos recuperados de rocas en Chilton Chine de la Formación Wessex del Cretácico inferior de la Isla de Wight de Gran Bretaña. Los restos referidos incluyen un fragmento nasal posterior, IWCMS 2014.95.7 y una extensa serie de vértebras caudales, IWCMS 2020.447.1-39, que representan cerca de cincuenta huesos individuales en total.

## Clasificación

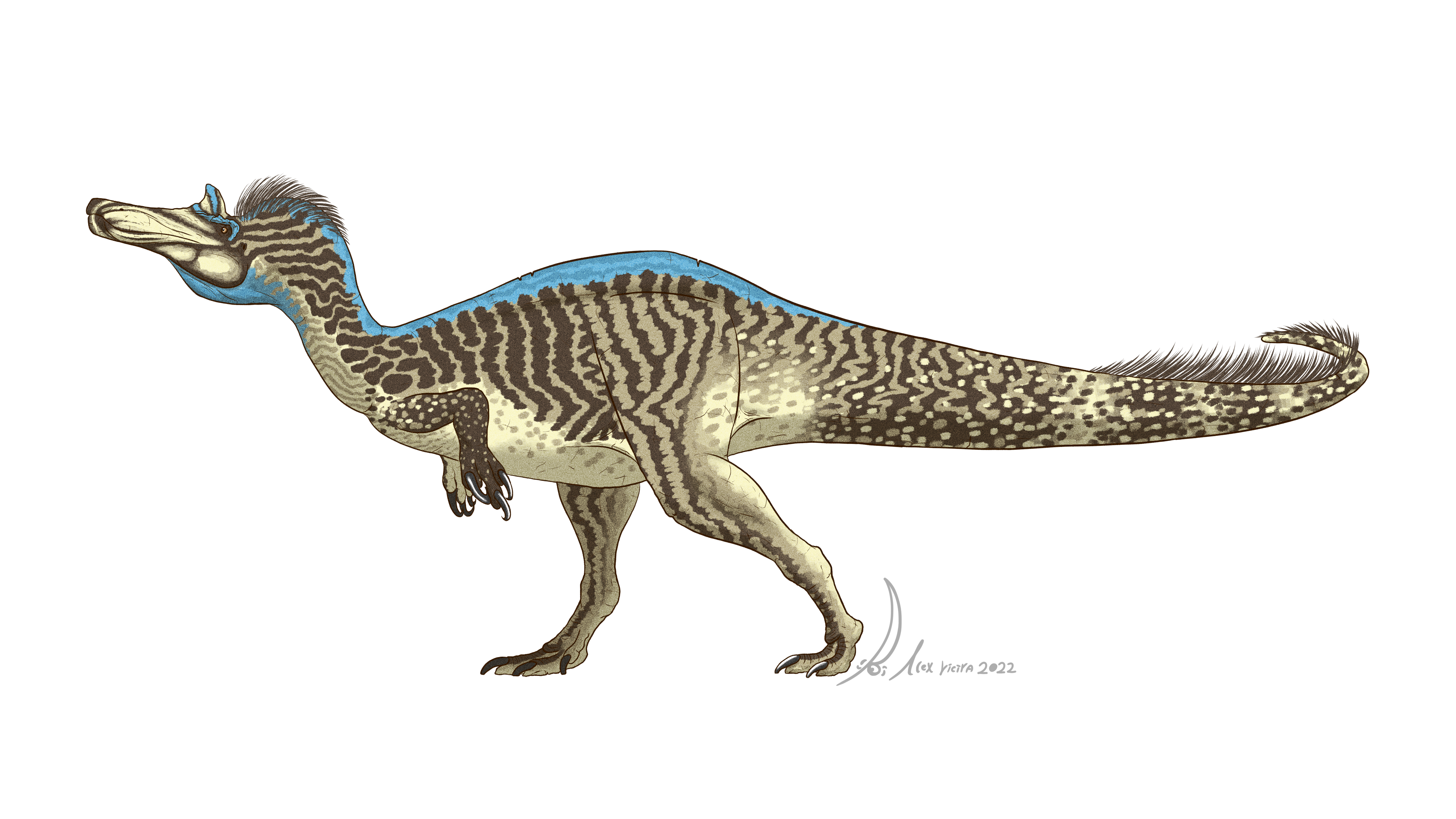
Restauración en vida

Los autores recuperaron a Riparovenator como miembro de un clado recientemente erigido con el nombre de Ceratosuchopsini, estrechamente relacionado con Ceratosuchops y Suchomimus, siendo Ceratosuchops su taxón hermano. Barker et al. también propusieron una reestructuración del cladograma de los espinosáuridos como se ve a continuación.

|  | Ichthyovenator   |
|  |                  |
|  | Sigilmassasaurus |
|  |                  |
|  | Irritator ?      |
|  |                  |

|  | Spinosaurus |
|  |             |
|  | Irritator ? |
|  |             |

|  | Ichthyovenator   |
|  |                  |
|  | Sigilmassasaurus |
|  |                  |
|  | Irritator ?      |
|  |                  |

|  | Spinosaurus |
|  |             |
|  | Irritator ? |
|  |             |

|  | Ichthyovenator   |
|  |                  |
|  | Sigilmassasaurus |
|  |                  |
|  | Irritator ?      |
|  |                  |

|  | Spinosaurus |
|  |             |
|  | Irritator ? |
|  |             |

|  | Ichthyovenator   |
|  |                  |
|  | Sigilmassasaurus |
|  |                  |
|  | Irritator ?      |
|  |                  |

|  | Spinosaurus |
|  |             |
|  | Irritator ? |
|  |             |

|  | Iberospinus |
|  |             |
|  | Baryonyx    |
|  |             |

|  | Suchomimus                                                      |
|  |                                                                 |
|  | \| \| Ceratosuchops \| \| \| \| \| \| Riparovenator \| \| \| \| |
|  |                                                                 |
|  | Ceratosuchops                                                   |
|  |                                                                 |
|  | Riparovenator                                                   |
|  |                                                                 |

|  | Ceratosuchops |
|  |               |
|  | Riparovenator |
|  |               |

|  | Suchomimus                                                      |
|  |                                                                 |
|  | \| \| Ceratosuchops \| \| \| \| \| \| Riparovenator \| \| \| \| |
|  |                                                                 |
|  | Ceratosuchops                                                   |
|  |                                                                 |
|  | Riparovenator                                                   |
|  |                                                                 |

|  | Ceratosuchops |
|  |               |
|  | Riparovenator |
|  |               |

|  | Iberospinus |
|  |             |
|  | Baryonyx    |
|  |             |

|  | Suchomimus                                                      |
|  |                                                                 |
|  | \| \| Ceratosuchops \| \| \| \| \| \| Riparovenator \| \| \| \| |
|  |                                                                 |
|  | Ceratosuchops                                                   |
|  |                                                                 |
|  | Riparovenator                                                   |
|  |                                                                 |

|  | Ceratosuchops |
|  |               |
|  | Riparovenator |
|  |               |

|  | Suchomimus                                                      |
|  |                                                                 |
|  | \| \| Ceratosuchops \| \| \| \| \| \| Riparovenator \| \| \| \| |
|  |                                                                 |
|  | Ceratosuchops                                                   |
|  |                                                                 |
|  | Riparovenator                                                   |
|  |                                                                 |

|  | Ceratosuchops |
|  |               |
|  | Riparovenator |
|  |               |

|  | Iberospinus |
|  |             |
|  | Baryonyx    |
|  |             |

|  | Suchomimus                                                      |
|  |                                                                 |
|  | \| \| Ceratosuchops \| \| \| \| \| \| Riparovenator \| \| \| \| |
|  |                                                                 |
|  | Ceratosuchops                                                   |
|  |                                                                 |
|  | Riparovenator                                                   |
|  |                                                                 |

|  | Ceratosuchops |
|  |               |
|  | Riparovenator |
|  |               |

|  | Suchomimus                                                      |
|  |                                                                 |
|  | \| \| Ceratosuchops \| \| \| \| \| \| Riparovenator \| \| \| \| |
|  |                                                                 |
|  | Ceratosuchops                                                   |
|  |                                                                 |
|  | Riparovenator                                                   |
|  |                                                                 |

|  | Ceratosuchops |
|  |               |
|  | Riparovenator |
|  |               |

|  | Iberospinus |
|  |             |
|  | Baryonyx    |
|  |             |

|  | Suchomimus                                                      |
|  |                                                                 |
|  | \| \| Ceratosuchops \| \| \| \| \| \| Riparovenator \| \| \| \| |
|  |                                                                 |
|  | Ceratosuchops                                                   |
|  |                                                                 |
|  | Riparovenator                                                   |
|  |                                                                 |

|  | Ceratosuchops |
|  |               |
|  | Riparovenator |
|  |               |

|  | Suchomimus                                                      |
|  |                                                                 |
|  | \| \| Ceratosuchops \| \| \| \| \| \| Riparovenator \| \| \| \| |
|  |                                                                 |
|  | Ceratosuchops                                                   |
|  |                                                                 |
|  | Riparovenator                                                   |
|  |                                                                 |

|  | Ceratosuchops |
|  |               |
|  | Riparovenator |
|  |               |